# 中國勞工通訊
中国劳工通讯（China Labour Bulletin，CLB）是一个促进和维护中华人民共和国工人权利的非政府组织。它的总部位於香港，由勞工權利活動人士韩东方于1994年创立，至2025年6月12日因財政問題停止運作。
2002年，中国劳工通讯建立了一个劳工权利诉讼项目，旨在让工人有机会通过中国的司法系统維權。该组织为工人提供法律咨询，并安排中国大陆的律师来处理他们的案件。截至2007年10月，该组织已受理了约140起案件，涉及拖欠工资、工伤（職業傷害）和裁员（失业）金等问题。它还处理就业歧視问题，使得外界開始注意中国约1.2亿乙型肝炎病毒阳性患者并打击歧视乙肝病毒阳性患者的行为。
2005年，中国劳工通讯制定了一项计划，以促进中國工人進行集体谈判以及和資方簽署集体劳动合同。
CLB曾出版五份英文和十份中文研究报告，涉及中国的工人运动、农民工、童工、煤炭开采和中国工人的肺塵病問題。
1998年起，韩東方於自由亚洲电台普通話頻道主持《劳工通讯》广播节目，每周一、三、五播出，内容為中国劳工通讯与中国劳动者及政府官员就劳工问题所进行的讨论，節目至2025年3月21日後結束。
2025年6月12日，中國勞工通訊於官方網站宣佈，公司因資金短缺及負債問題無法運作，故決定解散。

## 中國大陸封鎖
依據GreatFire測試，其網站在中國大陸被網墻封鎖，境內網民無法正常訪問此網站。

## 另見
- 中华人民共和国劳动合同法
- 中国劳工观察
- 乙肝歧视
- Hulu Culture（英语：Hulu Culture）